# Glee: The Music, The Christmas Album Volume 2
Glee The Music: The Christmas Album, Volume 2 — десятый альбом саундтреков к американскому музыкальному телесериалу «Хор», выпущенный лейблом Columbia Records 15 ноября 2011 года. Альбом стал рождественским релизом сериала после выпущенного в 2010 году Glee: The Music, The Christmas Album.

## Об альбоме
В альбом вошли двенадцать композиций — десять кавер-версий и две оригинальные песни. Автором оригинальных песен — «Extraordinary Merry Christmas» и «Christmas Eve with You» — стали музыкальный продюсер сериала Адам Андерс и его коллеги Пир Асторм и Шелли Пейкен. В дополнение к двенадцати регулярным персонажам шоу в третьем сезоне, за исключением Дианны Агрон, Гарри Шама-младшего и Джейн Линч, к актёрскому составу присоедились четыре финалиста реалити-шоу The Glee Project, выигравшие роли в сериале — Дамиан МакГинти и Сэмюэль Ларсен, получившие по семь эпизодов и Линсдей Пирс и Алекс Ньюэлл, получившие по два эпизода. МакГинти, играющий роль Рори Фланагана, исполнил в альбоме сольную песню «Blue Christmas»; Ларсен (Джо Харт) вместе с Кори Монтейтом (Финн Хадсон) и Марком Саллингом (Пак) спел «Santa Claus Is Coming to Town». Занявшие второе место Пирс и Ньюэлл исполнили дуэтом «Do You Hear What I Hear?».
Композицию «All I Want For Christmas Is You» исполнила Мерседес Джонс (Эмбер Райли); «Extraordinary Merry Christmas» — Блейн Андерсон (Даррен Крисс) и Рейчел Берри (Лиа Мишель); «Santa Baby» — Сантана Лопес (Ная Ривера); «Christmas Eve With You» — Эмма Пилсберри (Джейма Мейс) и Уилл Шустер (Мэтью Моррисон); «Little Drummer Boy» — Арти Абрамс (Кевин Макхейл); «River» — Рейчел Берри; «Let It Snow! Let It Snow! Let It Snow!» — Блейн Андерсон и Курт Хаммел (Крис Колфер); «Christmas Wrapping» — Бриттани Пирс (Хизер Моррис); «Do They Know It’s Christmas?» — Финн Хадсон, Мерседес Джонс, Рейчел Берри, Курт Хаммел, Бриттани Пирс, Сантана Лопес, Арти Абрамс, Пак и Тина Коэн-Чанг (Дженна Ашковиц).

## Список композиций
| №   | Название                                 | Автор(ы)                                    | Оригинальный исполнитель | Длительность |
| --- | ---------------------------------------- | ------------------------------------------- | ------------------------ | ------------ |
| 1.  | «All I Want for Christmas Is You»        | Мэрайя Кэри, Уолтер Афанасьефф              | Мэрайя Кэри              |              |
| 2.  | «Extraordinary Merry Christmas»          | Пир Асторм, Адам Андерс, Шелли Пейкен       | оригинальная композиция  |              |
| 3.  | «Santa Baby»                             | Джоан Дэвис, Филлип Спрингер, Тони Спрингер | Эрта Китт                |              |
| 4.  | «Christmas Eve with You»                 | Пир Асторм, Адам Андерс, Шелли Пейкен       | оригинальная композиция  |              |
| 5.  | «The Little Drummer Boy»                 |                                             | Кэтрин Кей Дэвис         |              |
| 6.  | «River»                                  | Джони Митчелл                               | Джони Митчелл            |              |
| 7.  | «Do You Hear What I Hear?»               |                                             | Бинг Косби               |              |
| 8.  | «Let It Snow! Let It Snow! Let It Snow!» | Сэмми Кан, Джули Стайн                      | Вон Монро                |              |
| 9.  | «Santa Claus Is Coming to Town»          | Джон Фредерик Кутс, Хэйвен Гилеспи          | Брюс Спрингстин          |              |
| 10. | «Christmas Wrapping»                     | Крис Батлер                                 | The Waitresses           |              |
| 11. | «Blue Christmas»                         | Билли Хейс, Джей Джонсон                    | Элвис Пресли             |              |
| 12. | «Do They Know It's Christmas?»           | Боб Гелдоф, Мидж Юр                         | Band Aid                 |              |